# 윌리엄 캐슬

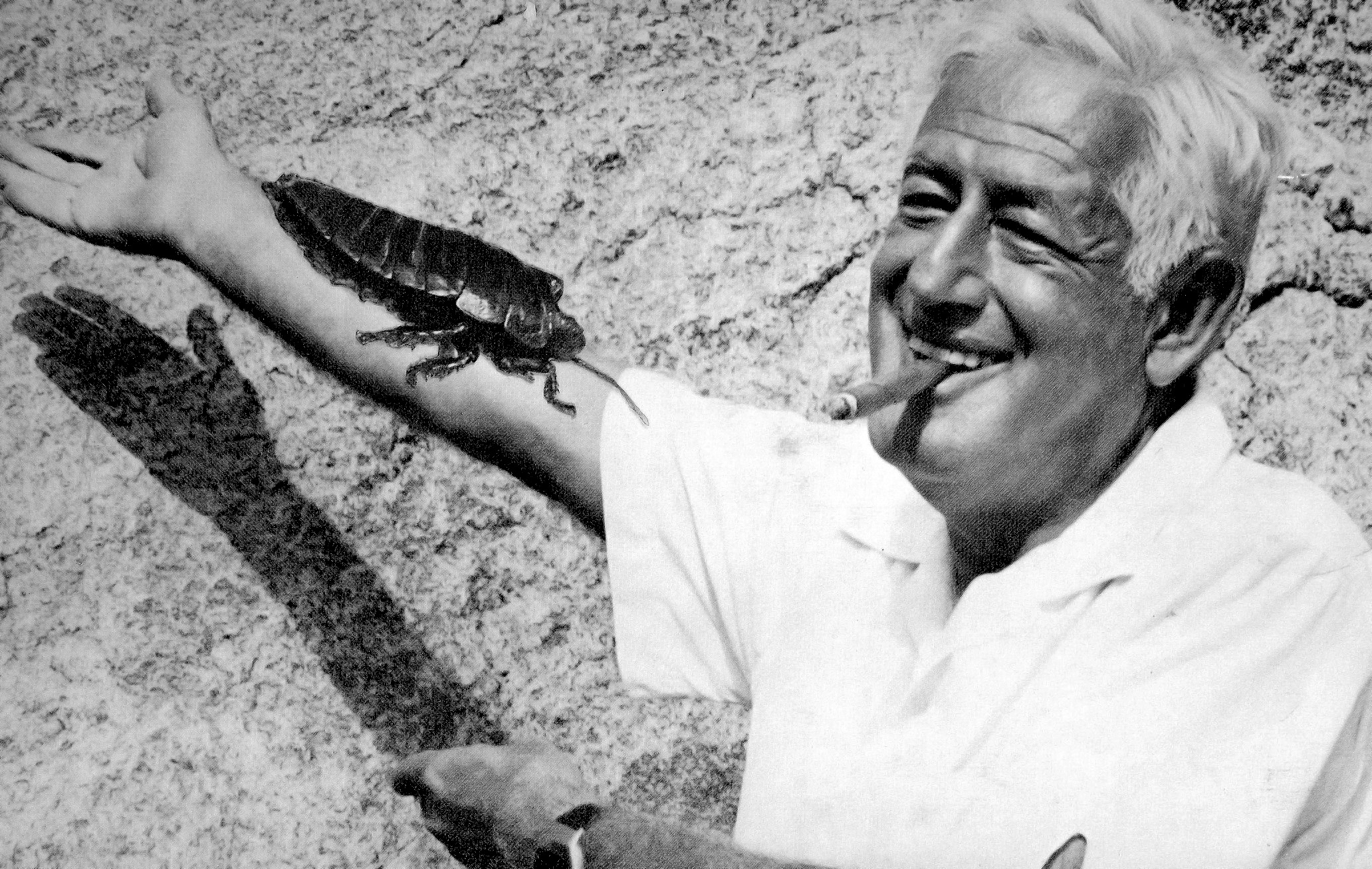

윌리엄 캐슬(William Castle, 본명: William Schloss Jr., 1914년 4월 24일 ~ 1977년 5월 31일)은 미국의 영화 감독, 프로듀서, 배우이다.
11살 고아가 된 캐슬은 15세에 고등학교에서 학업을 중단하고 극장에서 일을 했다. 그의 재능으로 컬럼비아 픽처스의 집중을 받아 고용되었다.

## 참여 작품

### 감독
- 헌티드 힐
- 13 고스트

### 프로듀서
- 상하이에서 온 여인
- 헌티드 힐
- 13 고스트
- 로즈메리의 아기 (영화)

### 작가
- 딜린저 (1945년 영화)
- 상하이에서 온 여인

### 배우
- 로즈메리의 아기 (영화)
- 샴푸 (영화)